# Compianto sul Cristo morto (Medole)
Il gruppo del Compianto sul Cristo morto, in terracotta dipinta, conservato nella chiesa dell'Assunzione della Vergine a Medole, è databile agli anni 1480-90 circa ed è attribuito ad uno scultore prossimo ad Andrea Mantegna.

## IlCompianto

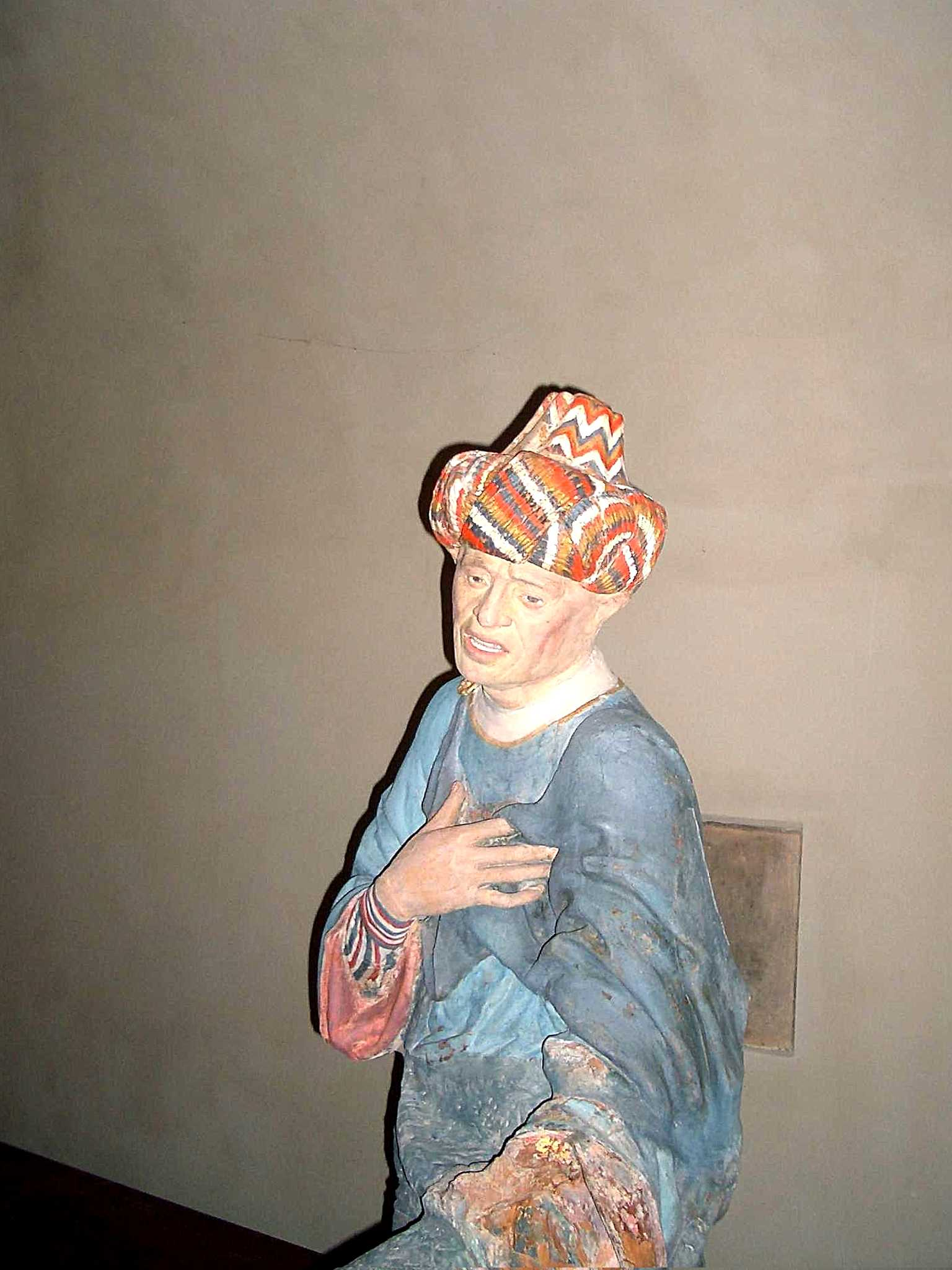
Particolare di Nicodemo

Il gruppo proviene dal convento degli Agostiniani, al confine tra il territorio di Medole e quello di Castel Goffredo, ed è composto da otto statue raffiguranti i personaggi canonicamente previsti dalla iconografia dei gruppi scultorei del Compianto sviluppatasi nel XV secolo. 
Nell'attuale disposizione delle statue (che non si sa riproduca fedelmente quella originale, dati i vari spostamenti che l'opera ha subito) troviamo la figura esangue del Cristo morto adagiato in terra; inginocchiate a due lati del corpo, in posizione un poco più avanzata verso chi guarda, sono poste le figure di Giuseppe d'Arimatea e di Nicodemo (che indossa un coloratissimo turbante); dietro il corpo di Cristo vediamo la figura della Madonna che sviene, sopraffatta dal dolore ed è soccorsa dalle altre due Marie (Maria Cleofa e Maria Salome); leggermente più indietro troviamo uno straziato San Giovanni con le mani congiunte e una Maddalena che urla il suo strazio. 

Di notevole pathos è il particolare della pia donna che soccorre la Vergine il cui mancamento è sottolineato dal soggolo slacciato che le pende sul petto. 
Il recente restauro a cura della Soprintendenza ai Beni Storici e Artistici per Brescia, Cremona e Mantova ha ridato al gruppo la sua vivace policromia, sapientemente realizzata.
In merito all'autore del gruppo si era avanzata l'ipotesi di un'attribuzione a Guido Mazzoni, soprattutto in relazione alle figure inginocchiate di Nicodemo e Giuseppe d'Arimatea; studi recenti hanno assegnato il gruppo ad un plasticatore della stretta cerchia di Andrea Mantegna.
L'impianto teatrale del gruppo, la postura dei personaggi, il linguaggio straziato che ne sottolinea il dramma, presentano – soprattutto nei rimandi formali alla figura di San Giovanni ed a quella della Madonna pateticamente soccorsa - strette analogie con un'incisione del Mantegna (1465-70 circa) raffigurante la Deposizione di Cristo. 

L'influenza del maestro padovano è ben ravvisabile anche nell'accordo cromatico della policromia che riprende dal Mantegna gli abbinamenti soliti di rosso e verde acido e di bianco e ocra.
(G. Gentilini, op cit. in bibliografia)
Si devono anche osservare le affinità con il Compianto della Chiesa di San Bernardino a Verona (che è stato esposto nella mostra "La scultura al tempo di Andrea Mantegna" Mantova, 2006), derivante dal comune riferimento alla incisione della Deposizione di Cristo ed all'assimilazione della lezione mantegnesca.

## Galleria d'immagini

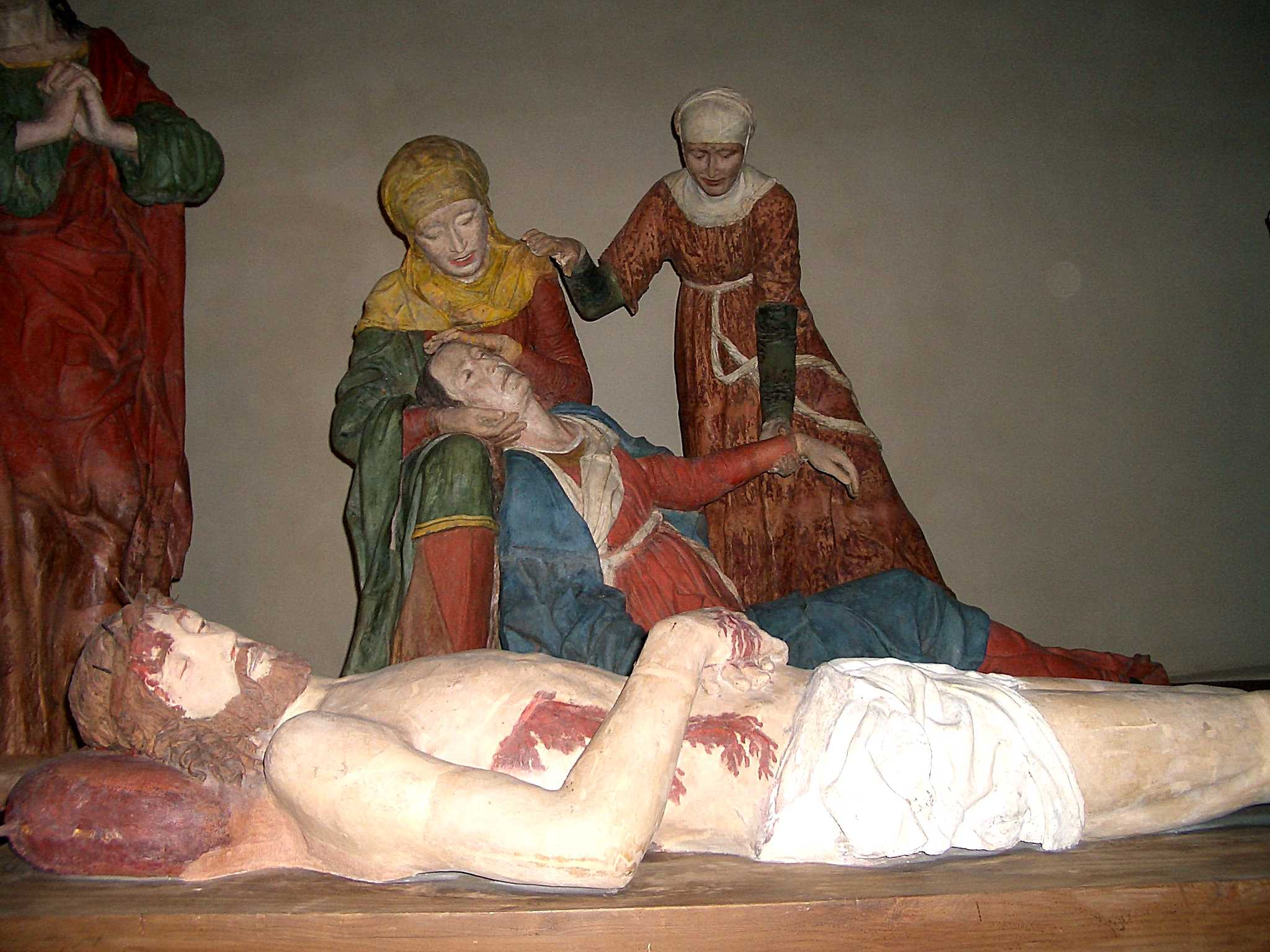
Particolare del corpo di Cristo e della Madonna sorretta da Maria Cleofa e Maria Salome
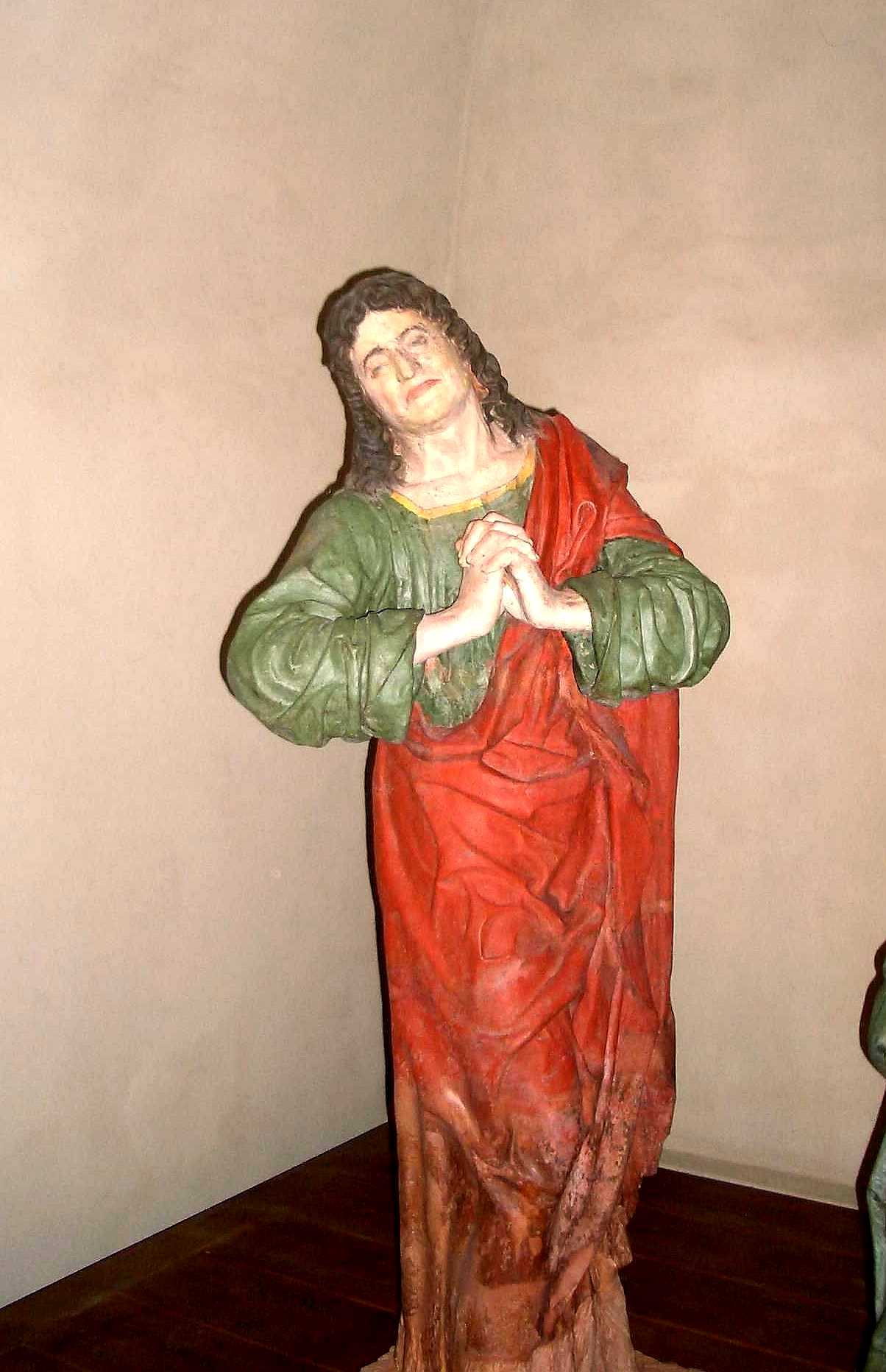
Particolare di San Giovanni evangelista
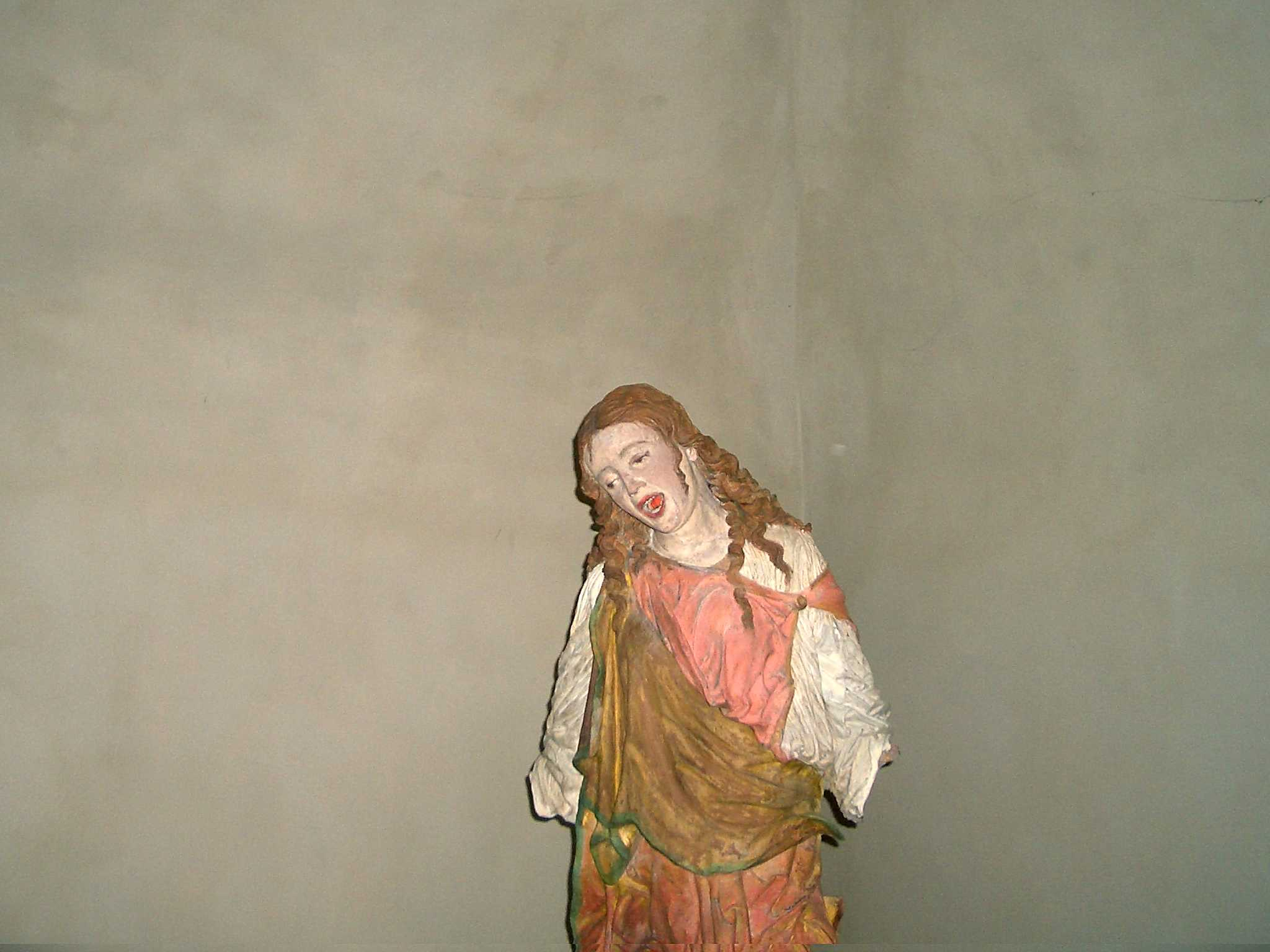
Particolare della Maddalena
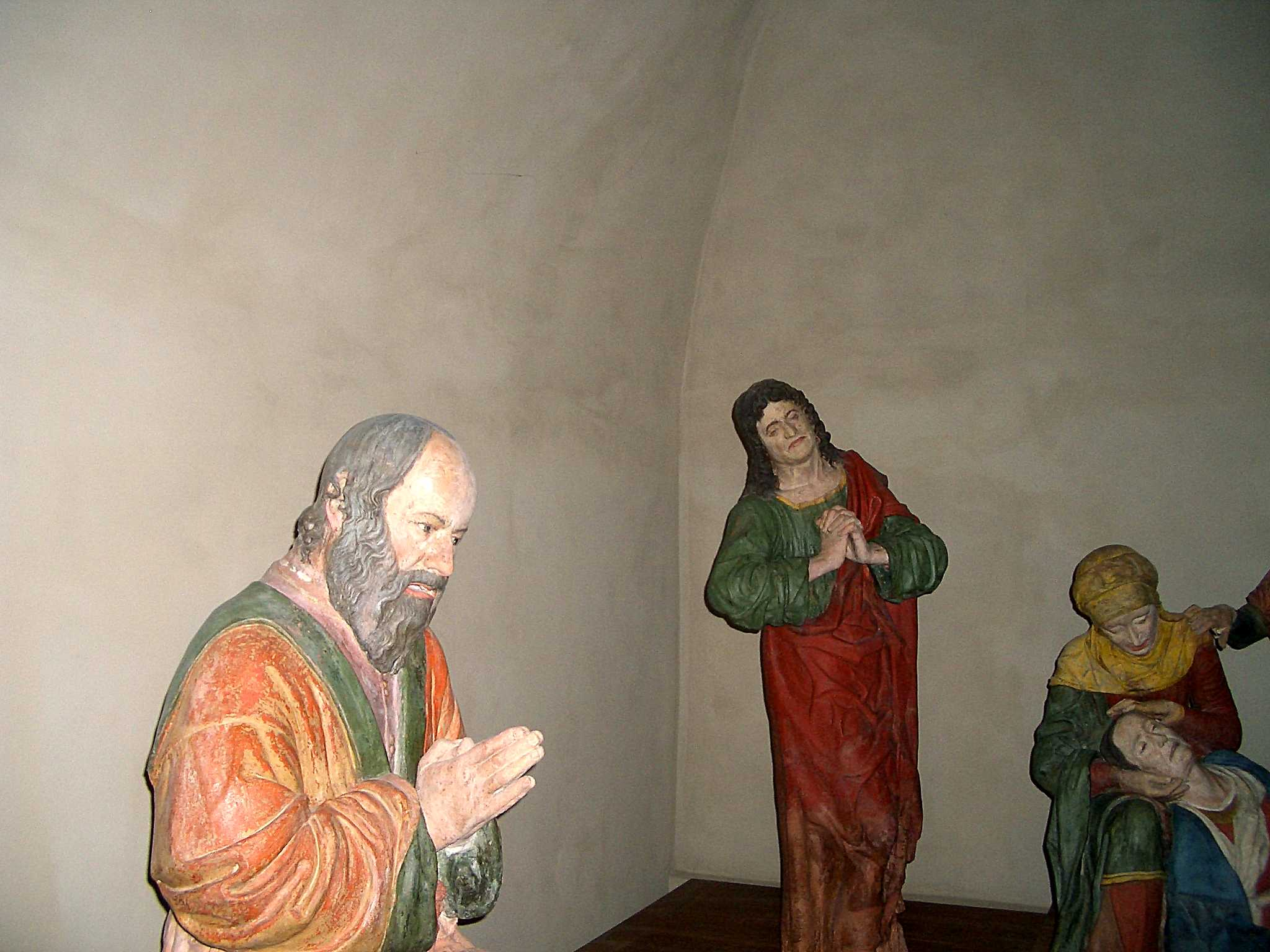
Particolare di Nicodemo